# Acopiara
Acopiara is een gemeente in de Braziliaanse deelstaat Ceará. De gemeente telt 50.784 inwoners (schatting 2009).
De gemeente grenst aan Mombaça, Piquet Carneiro, Deputado Irapuan Pinheiro, Quixelô, Solonópole, Iguatu, Jucás, Saboeiro en Catarina.